# トリラコドン
トリラコドン ( Trirachodon ) は、小型のキノドン類でトリラコドン科の属。前期三畳紀から中期三畳紀に生息した。南アフリカ共和国のビューフォート層群キノグナトゥス帯（前期三畳紀）やナミビアのオミンゴンデ累層（中期三畳紀）から化石が発見されている。

## 記載
トリラコドンの頭蓋は吻部は短く細いが眼窩域では幅が広い。頬骨弓は比較的細い。トリラコドンはキノドン類としては非常に小型で成長しても体長が50cmを越えない。同時代に棲息していた近縁のディアデモドン (Diademodon ) と比較すると頬歯の臼歯化はそれほど顕著ではない。これらの歯はディアデモドンと比べて横方向に広い。骨質の二次口蓋と犬歯以降の歯の正確な咬合はトリラコドンに見られる派生形質だが、これらは哺乳類のものと似ている。

## 種
模式種はT. berryi であり、1895年に一つの頭蓋骨を元にして命名された。それ以外に3つの標本が後にT. kannemeyeri であるとされたが、この種は吻部の長さと頬歯の数によって模式種と区別される。これらの差異はその後2種に分けるには小さい差異であると考えられるようになり、T. kannemeyeri はシノニムであるとされて使われなくなった。
新しい種T. minor はロバート・ブルームが1905年に保存の悪い吻部を記載する際に命名された。さらにブルームは1915年に他の種とは臼歯の根本の長さで区別できるとしてT. browni を命名した。1932年にブルームはT. berryi は新属Trirachodontoides に再分類されるべきだと提案した。T. angustifrons と呼ばれるさらに別の種はタンザニアで見つかった細い頭蓋を基に1946年に命名されたが、この標本はトラベルソドン科のスカレノドン (Scalenodon) のものであることが後に判明した。1972年に、Diademodon tetragonus のシノニムであるとされたT. browni を除く全てのトリラコドンの種は、模式種のシノニムとすべきであると提案された。

## 古生物学
トリラコドンは地中性だったと考えられている。引っ掻き傷がある複雑な巣穴がナミビアのOmingonde Formationと南アフリカのフリーステイト州北東部のDriekoppen Formationから見つかっているが、それはトリラコドンのものだとされている。一つの巣穴から少なくとも20個体が発見された。入り口の縦穴は浅い角度で降り、2つに分かれた床とアーチ状の天井をもつ。低層の床はそれほど明確に2つに分かれてはいない。巣穴は典型的には非常に細くなって終わる。トンネルは深くなるにつれてきつく湾曲し、主洞から直角に小部屋へと枝分かれする。トリラコドンの後肢が半直立状態なのは、トンネル内での効率的な移動に対する適応であると見られている。これらの骨に見られる比較的厚い骨壁は、掘削の際に四肢にさらなる堅固さをももたらすだろう。住人を内部に保存している巣穴は、鉄砲水などの堆積物によって埋没されたのだろうと考えられている。もし徐々に埋没したのならば、住人は避難する時間が存在したであろうからである。
巣穴が持つ多くの特徴は、群居生活用として使用されていたことを示唆している。広い入り口は多くの居住者が住むのに有用であろうし、枝分かれしたトンネルと末端の小部屋は一匹の動物によって作られたとは考えられにくい。すり切れた二枚の床は、このトンネルが多数の居住者が一方から一方へ移動する際に頻繁に使用されていたことをうかがわせる。
トリラコドンの群居性生活様式は、これまで新生代哺乳類に特有だと考えられていた複雑な社会行動を想起させ、四足動物による複雑な巣穴での共生の最も初期の兆しの一つである（最近になって発見された同じくビューフォート層群産のトリナクソドンの物だと考えられている部分的な巣穴の鋳型はこれらの巣穴に数百万年先行する）。トリラコドンのこの習性に対しては、捕食者に対する防御・繁殖と育児の場所・体温調節・など、様々な理由が提起されている。
近年行われた多数のトリラコドン標本の骨組織に関する研究から、この動物の生活様式・個体発生に関する知見が増大した。この動物の成長率は、その環境の季節的状況の変動に大きく影響される、という証拠が骨の成長輪に存在する。